# Rajd Francji 1976
Rajd Korsyki 1976 – Rajd Francji (20. Tour de Corse – Rallye de France) – 20. Rajd Korsyki rozgrywany we Francji w dniach 6–7 listopada. Była to dziewiąta runda Rajdowych Mistrzostw Świata w roku 1976. Rajd został rozegrany na asfalcie. Baza imprezy była zlokalizowana we Francji na Korsyce w miejscowości Ajaccio.

## Zwycięzcy odcinków specjalnych[1]
| Etap | OS | Nazwa                                | Długość   | Zwycięzca        | Czas    |  |
| ---- | -- | ------------------------------------ | --------- | ---------------- | ------- |  |
| 1    | 1  | Casta – Pietra Moneta                | 17,00 km  | Bernard Darniche | 12:44   |  |
| 1    | 2  | Calvi – Liamone                      | 145,20 km | Sandro Munari    | 1:49,33 |  |
| 1    | 3  | Aqua Doria – Stiliccione             | 16,50 km  | Sandro Munari    | 12:18   |  |
| 1    | 4  | Porto – Vecchio – Prunelli           | 166,40 km | Bernard Darniche | 2:11,19 |  |
| 1    | 5  | Kamiesch – Bavella – Zonza           | 28,60 km  | Sandro Munari    | 23:36   |  |
|      |    |                                      |           |                  |         |  |
| 2    | 6  | Tavera – Bastelica                   | 17,10 km  | Sandro Munari    | 14:30   |  |
| 2    | 7  | Palneca – Francardo                  | 136,90 km | Bernard Darniche | 1:49,40 |  |
| 2    | 8  | Morosaglia – Aristo                  | 76,40 km  | Bernard Darniche | 1:06,06 |  |
| 2    | 9  | Talasani – La Castanaccia – La Porta | 24,90 km  | Sandro Munari    | 19:53   |  |

## Wyniki końcowe rajdu[2]
| Msc. | Kierowca               | Pilot                 | Samochód                 | Czas     | Strata   | Punkty |
| ---- | ---------------------- | --------------------- | ------------------------ | -------- | -------- | ------ |
| 1.   | Sandro Munari          | Silvio Maiga          | Lancia Stratos HF        | 8:23,55  | 0,0      | 20     |
| 2.   | Bernard Darniche       | Alain Mahé            | Lancia Stratos HF        | 8:24,12  | +0,17    |        |
| 3.   | Jean-Pierre Manzagol   | Jean-François Filippi | Alpine-Renault A310 V6   | 8:49,14  | +25:19   | 12     |
| 4.   | Jean Ragnotti          | Jacques Jaubert       | Alpine-Renault A310 V6   | 8:59,28  | +35,33   |        |
| 5.   | Jacques Alméras        | Christian Delferrier  | Porsche 911              | 9:19,10  | +55,15   | 8      |
| 6.   | Pierre-Louis Moreau    | Patrice Baron         | Alpine-Renault A110 1800 | 9:41,33  | +1:17,38 |        |
| 7.   | Daniel Rognoni         | Gilbert Dini          | Porsche 911              | 9:48,48  | +1:24,53 |        |
| 8.   | Jean-Charles Sévelinge | Joseph Sévelinge      | Opel Kadett GT/E         | 9:56,28  | +1:32,33 | 3      |
| 9.   | Henri Greder           | 'Celigny'             | Opel Kadett GT/E         | 10:06,28 | +1:42,33 |        |
| 10.  | Hannu Mikkola          | Jean Todt             | Peugeot 104 ZS           | 10:13,51 | +1:49,56 | 1      |

## Klasyfikacja producentów po 9 rundach
| Lp. | Producent | Pkt. |
| --- | --------- | ---- |
| 1   | Lancia    | 102  |
| 2   | Opel      | 53   |
| 3   | Datsun    | 36   |
| 4   | FIAT      | 32   |
| 5   | Peugeot   | 31   |

- Uwaga: Tabela obejmuje tylko pięć pierwszych miejsc.